# 维勒莫兰
维勒莫兰（法語：Vireux-Molhain，法語發音：[viʁø mɔlɛ̃]）是法国阿登省的一个市镇，属于沙勒维尔-梅济耶尔区。

## 地理
维勒莫兰（50°5'0"N, 4°43'27"E）面积8.29 平方千米，位于法国大東部大區阿登省，该省份为法国北部内陆省份，西接埃纳省，南至马恩省，东临默兹省，北与比利时接壤。
与维勒莫兰接壤的市镇（或旧市镇、城区）包括：耶尔日、默兹河畔蒙蒂尼、维勒瓦勒朗。
维勒莫兰的时区为UTC+01:00、UTC+02:00（夏令时）。

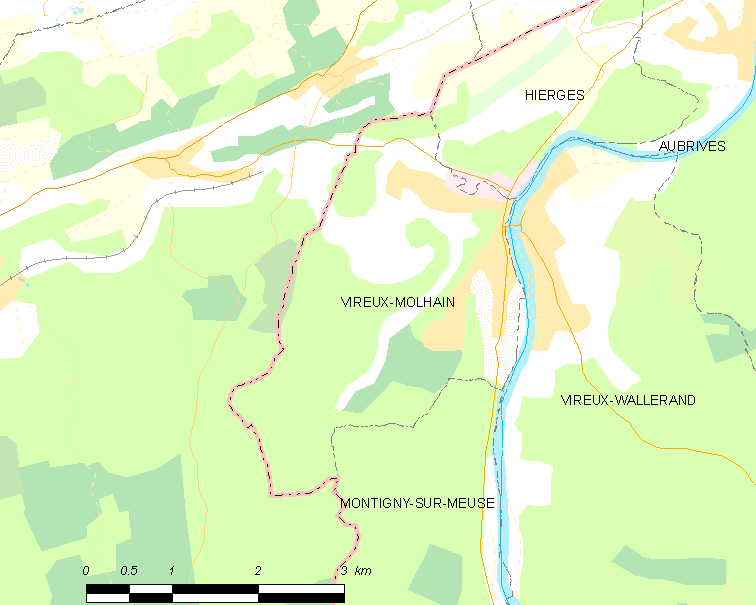
维勒莫兰的OSM定位图

## 行政
维勒莫兰的邮政编码为08320，INSEE市镇编码为08486。

## 政治
维勒莫兰所属的省级选区为日韦县。

## 人口

1962-2008年间维勒莫兰人口变化图示

维勒莫兰于2022年1月1日时的人口数量为1482人。